# 佩姬·卡特
佩姬·卡特（英語：Peggy Carter；全名瑪格麗特·「佩姬」·卡特），是漫威漫画中的虚拟人物，通常为美国队长漫画书中的配角，由作家斯坦·李和艺术家杰克·科比创造。她第一次出现在《Tales of Suspense》＃77。她也是雪倫·卡特的亲戚。

## 人物

### 漫画
瑪格麗達·伊利沙伯·“佩姬”·卡特出生於美國，雖然出身於富裕家庭，但是無法坐視納粹黨的侵略行動而投入戰爭，是第二次世界大戰期間被美國政府特派於法國協助法國抵抗運動的聯絡員。
佩姬在戰場上與美國隊長相遇，雖然處事方式不同，但同樣都在抵抗侵略者的兩人很快就有了不錯的戰友情誼，並在之後化為愛情。但隊長總是忙碌於一個又一個需要他的重要任務之中，而使兩人聚少離多。

## 其他媒體

### 電影
- 漫威電影宇宙：由海莉·艾特沃飾演佩姬·卡特（英语：Peggy Carter (Marvel Cinematic Universe)），並設為英國女特務。
  - 《美國隊長：復仇者先鋒》（2011年）：佩姬·卡特协助美国队长行动
  - 《美國隊長2：酷寒戰士》（2014年）：史蒂夫·罗杰斯探访她时，她在养老院；罗杰斯在博物馆参观观看了一部于1959年采访佩姬的美国队长纪录片。
  - 《復仇者聯盟2：奧創紀元》（2015年）：史蒂夫·罗杰斯被溫黛·馬莫夫产生的幻觉中出現欲和他共舞。
  - 《蚁人》（2015年）：1989年，汉克·皮姆从神盾局辞职时她在现场。
  - 《美國隊長3：英雄內戰》（2016年）：未登場，但劇情交代辭世。
  - 《復仇者聯盟：終局之戰》（2019年）：美國隊長穿越時空後於神盾局的基地內見到了時為神盾局局長的佩姬，並於最後歸還無限寶石後留在過去與佩姬共舞。
  - 《奇異博士2：失控多重宇宙》（2022年）：客串，以「卡特隊長」的身份登場，838號字宙光照會的成員。

### 劇集
- 漫威電影宇宙：由海莉·艾特沃回歸飾演佩姬·卡特。
  - 《卡特探員（英语：Agent Carter (film)）》（2013年）：短片，寻找黃道十二宫（英语：Zodiac (comics)）。
  - 《神盾局特工》（2014年）：電視劇，於第二季与咆哮突击队攻击九头蛇并逮捕丹尼尔·怀特霍。
  - 《卡特探員》（2014-2015年）：电视剧，帮助霍华德·史塔克洗去诬名，阻止利维坦（英语：Leviathan (comics)）邪恶计划。
  - 《無限可能：假如…？》（2021-2023年）[1][2]：動畫劇集，配音演出，佩姬·卡特成為「卡特隊長」。